# Pantoporia tripunctata
Pantoporia tripunctata är en fjärilsart som beskrevs av Arnold Pagenstecher 1888. Pantoporia tripunctata ingår i släktet Pantoporia och familjen praktfjärilar. Inga underarter finns listade i Catalogue of Life.